# Trung tâm Thương mại Thế giới Trùng Khánh
Trung tâm Thương mại Thế giới Trùng Khánh (tiếng Trung: 重庆世界贸易中心 - Trùng Khánh Thế giới Mậu Dịch Trung tâm) là tòa nhà chọc trời cao nhất thành phố Trùng Khánh của Trung Quốc. Được xây dựng trong 3 năm từ 2002 đến 2005, tòa nhà cao 283,1 m với 60 tầng.